# Lindhorst
Lindhorst er en by og kommune i det nordvestlige Tyskland med 4331 indbyggere (2018-12-31), beliggende i den nordlige del af Samtgemeinde Lindhorst, som den er administrationsby i. Byen ligger i den nordlige del af Landkreis Schaumburg i delstaten Niedersachsen.

## Geografi
Kommunen Lindhorst er beliggende i det historiske område Dülwald, øst for landkreisens administrationsby Stadthagen. Mod vest findes Bad Nenndorf, mod syd Bückeberg, mens Mittellandkanal og byen Sachsenhagen findes mod nord.
I kommunen ligger ud over Lindhorst, landsbyerne Ottensen og Schöttlingen, med Eichhöfe og en del af Eichenbruch.